# Hans-Jürgen von Blumenthal
Hans-Jürgen Graf von Blumenthal (Potsdam, 23 de febrero de 1907 - Berlín, 13 de octubre de 1944) fue un noble alemán y oficial de la Wehrmacht ejecutado por haber participado en el complot del 20 de julio de 1944 contra Adolf Hitler.

## Biografía
Blumenthal nació en Potsdam, hijo del Conde Hans (XII) von Blumenthal, y bautizado Hans-Jürgen Adam Ludwig Oscar Leopold Bernard Arthur. 
Su padre fue un coronel herido en la Primera Guerra Mundial. En 1926 su familia había perdido todo debido a la hiperinflación debiéndose mudar a Neustrelitz. Estudió leyes en Königsberg y en Múnich. Siendo además miembro activo del Stahlhelm, organización de veteranos de la Primera Guerra Mundial, monárquica y conservadora, editó su gaceta hasta 1935, cuando los nazis se apropiaron de ella.
En 1930 atendió a un seminario en Estados Unidos sobre la posibilidad de unir Europa. Fue en principio un entusiasta adherente a los nazis hasta que comprendió que la guerra inminente era contraria a los intereses de la nobleza alemana. También fue amigo de Hans von Dohnanyi, Oster y Albrecht Mertz von Quirnheim.
En 1935 se unió a la infantería y en 1936 adquirió el grado de teniente. En 1938 ya se hallaba conspirando contra Hitler, hecho que sucedió durante la crisis de los Sudetes y las primeras invasiones. Se unió a Ludwig Beck, Hans Oster y Erwin von Witzleben y la resistencia basada en el Abwehr bajo el almirante Wilhelm Canaris. Se casó en 1939 con Cornelia von Schnitzler, viuda del industrial Otto von Kries, con quien tuvo su hijo Hubertus en 1942.
Tomó parte en la ofensiva de Alsacia y luego en la Operación Barbarroja. Hans-Jürgen fue herido a las puertas de Kiev e internado en el hospital de Leipzig hasta fines de 1942, donde volvió a formar parte de la resistencia. Fue enviado a Berlín donde trabó contacto con el conde von Stauffenberg, íntimo amigo de su primo Albrecht von Blumenthal, quien a su vez había presentado al conde al poeta Stefan George, y al grupo de Dietrich Bonhoeffer, que había dirigido sus seminarios ilegales en su castillo en Schlönwitz. 
Ascendido a mayor en 1943, tomó participación activa en el complot. Fue arrestado el 23 de julio de 1944, juzgado por el Volksgerichtshof y ahorcado en la prisión de Plötzensee el 13 de octubre de 1944.